# Antoine Brun (homme politique)
Pour les articles homonymes, voir Antoine Brun et Brun.
Antoine Brun est un homme politique français, député de l'Hérault à l'Assemblée nationale législative mort à une date inconnue à Pézenas.

## Biographie
Antoine Brun est député de l'Hérault à l'Assemblée nationale législative, pendant toute la durée de celle-ci, du 5 septembre 1791 au 20 septembre 1792.
Il est maire de Pézenas, quand il est élu député de l'Hérault, par 357 voix sur 411 votants, deuxième sur les neuf députés de son département.
Il est mort à une date inconnue, à Pézenas.

## Œuvre
- Adresse de MM. les maire et officiers municipaux de Pezenas, à Messieurs les Président & commissaires de l'Assemblée des citoyens catholiques de la ville de Nismes, 1790, 11 p. (lire en ligne).